# Hemimotor
Hemimotor är en förbränningsmotor med hemisfäriska förbränningsrum, mest känd i Chryslers V8-motorer. Samma princip används även i motorer av andra tillverkare.

## Princip
Tidigare konstruktioner av förbränningsmotorer hade ofta sidventiler och ett platt topplock, vilket gav dålig flödeskapacitet och dessutom en ojämn förbränning. Toppventilmotorn åtgärdade en del av problemet genom att förbränningsrummet fick en jämnare form, men Hemimotorn fick ett förbränningsrum som är format som ett halvklot. Det gör att bränsle/luft-blandningen kan förbrännas i en jämnsnabb process, där tändstiftet finns i mitten av förbränningsrummet. Ventilerna i en sådan motor placeras så att de är vinklade från varsitt håll, och den hemisfäriska formen gör att ventilerna kan vara större än i andra konstruktioner.

## För- och nackdelar
Den största fördelen med hemimotorn är att den kan få högt effektuttag. Nackdelen med en sådan konstruktion är att ventilmekanismen och topplockets form blir mer komplicerad. I vissa fall har man valt att montera dubbla kamaxlar för att kunna ge ventilerna en lämplig vinkel, men en annan lösning är att styra ventilerna med vipparmar från en enda kamaxel. För att få tillräckligt hög kompression måste man också i vissa fall ha en kolv med uppstickande del som gör att man tappar lite av den jämna formen på förbränningsrummet.

## Vidareutveckling
Även om det fortfarande (2015) tillverkas Hemi-motorer har modernare konstruktioner ersatt dem i de flesta fall. En sådan teknik är att använda fyra ventiler per cylinder i stället för två, något som först användes i tävlings- och sportbilar, men nu är vanligt även i standardmotorer. Med fyra ventiler placerade runt ett centralt tändstift får man ett symmetriskt förbränningsrum som ger jämn förbränning och god effekt. Ventilerna styrs antingen av två överliggande kamaxlar eller av en centralt placerad kamaxel som styr båda raderna av ventiler. I en fyrventilsmotor är ventilerna vanligen en aning mindre till storleken, men ger ändå stor area för flödet av bränsle/luft-blandning och avgaser.

## Exempel på bilmodeller med Hemimotor
Hemimotorn fabriksmonterades i följande bilmodeller (ej fullständig lista):
- Dodge Challenger (1970-71)
- Dodge Charger (1966-71)
- Dodge Charger Daytona (1969)
- Dodge Coronet
- Dodge Super Bee (1968-71)
- Plymouth Belvedere
- Plymouth Satellite (1966-71)
- Plymouth Roadrunner (1968-71)
- Plymouth Superbird (1970)
- Renault 12 Gordini
- Renault 17 Gordini
- Renault 8 Gordini